# Johan Godart van Gendt sr.
Johan Godart van Gendt sr. (Den Haag, 25 juli 1803 - Weesp, 26 februari 1875) was een Nederlands ingenieur in dienst van Rijkswaterstaat. Hij was de stamvader van de architectenfamilie Van Gendt.

## Levensloop
Van Gendt werd in 1817 benoemd tot cadet bij de Artillerie- en Genieschool in Delft. Na zijn studie was hij in dienst van Jan Blanken betrokken bij de aanleg van het Noordhollandsch Kanaal en opmetingen van de Vaartsche Rijn. In 1822 werd hij aangesteld bij Rijkswaterstaat en belast met het toezicht op de werken aan het Noordhollandsch en het Zederikkanaal. Daarna werd hij naar de provincie Utrecht overgeplaatst, waar hij in 1823 lid werd van een commissie belast met opmetingen van de Nederrijn en de Lek in verband met de verbetering van de hoofdrivieren in Nederland. In 1826 was hij betrokken bij het ontwerp van een Kanaal door Voorne en het graven van het nooit afgemaakte Goudriaankanaal.
In 1829 was Van Gendt opnieuw betrokken bij de aanleg van het Noordhollandsch Kanaal en de verbetering van de hoofdrivieren in Nederland. Ook was hij dat jaar betrokken bij de aanleg van het Kanaal Charleroi-Brussel en het Kanaal Pommerœul-Antoing. Van 1830 tot 1840 was hij ingenieur in het arrondissement Alkmaar. Tijdens de Belgische Revolutie kreeg hij de opdracht bij het Steenbergse Sas maatregelen te nemen voor inundaties bij een vijandelijke inval. In 1840 werd hij overgeplaatst naar Amsterdam en in 1842 werd hij benoemd tot ingenieur van de 1e klasse. In 1842 en 1843 was hij plaatsvervangend hoofdingenieur in Noord-Holland. In dat laatste jaar maakte hij ook deel uit van de commissie voor grensregeling tussen Nederland en België en maakte hij samen met architect Isaäc Warnsinck een reis naar Engeland en Schotland voor de bestudering van verbeteringen die daar in de gevangenisbouw waren ingevoerd. Dit leidde tot de door hen ontworpen ‘Cellulair Huis van Arrest en Justitie’ aan het Kleine-Garmansplantsoen in Amsterdam, dat in 1850 werd voltooid en dat model stond voor latere gevangenissen in Nederland.
In 1853 werd hij benoemd tot hoofdingenieur 2e klasse in de provincie Overijssel en in 1856 volgde hij Etienne de Kruijff op als hoofdingenieur in Noord-Holland. In die hoedanigheid was hij onder meer verantwoordelijk voor de versterking van de Helderse Zeewering, de verbetering van het Noordhollandsch Kanaal met de bouw van de nieuwe Koopvaardersluis bij Nieuwdiep en de Willemsluizen bij Buiksloot, de Pettemer Zeewering en verschillende dok- en havenwerken in Willemsoord. In 1867 moest hij als gevolg van reumatoïde artritis ontslag nemen.
Van Gendt was ridder in de Orde van de Nederlandse Leeuw (1858), commandeur in de Orde van de Eikenkroon (1866). Ook was hij lid van de Akademie van Beeldende Kunsten in Amsterdam en het Koninklijk Instituut van Ingenieurs, die hij mede oprichtte. Na zijn ontslag bleef Van Gendt nog lid van de commissie voor de droogmaking van de Zuiderzee en vestigde zich in Weesp, waar hij in 1875 overleed. Hij werd begraven in Haarlem.
Van Gendt was getrouwd met Henrietta Margaretha Thierens. Met haar kreeg hij 4 zonen: Frits van Gendt (1831), Jan van Gendt (1833), Dolf van Gendt (1835) en Gerlach Jan van Gendt (1838). Alle vier de zonen werden architect. Naast de vier zonen kreeg het stel in 1837 ook nog een dochter, Henrietta Margaretha.